# Ozjornaja
Ozjornaja (rusky Озёрная) je řeka na poloostrově Kamčatka. Vytéká ze sopečného Kurilského jezera a ústí do Ochotského moře. Délka řeky je 48 km a plocha jejího povodí je 1 030 km².
Typickým rysem Ozjornaje je, že ani v zimě nezamrzá. Krátkodobě zamrzá pouze při ústí do moře.

## Osídlení
V povodí řeky se nachází osady Ozernovskij a Záporoží - velká centra rybářského průmyslu. Na řece je také stanice Pacifické pobočky Všeruského institutu pro rybolov a oceánografii (TINRO), která sleduje tření lososa a vývoj jeho mláďat. 

## Historie
První Rusové se do povodí řeky dostali v roce 1697, tehdy ji kozácký ataman Vladimir Atlasov pojmenoval Kalana. V prvním desetiletí 18. století se řeka na mapách poprvé objevila pod svým současným názvem. Na jaře roku 1721 byl proveden první hydrografický průzkum pobřežní oblasti. Akademik Stěpan Petrovič Krašeninnikov ji prozkoumal během Velké severní expedice v roce 1738. V roce 1740 vznikla první podrobná mapa povodí Ozjornaje.
Dne 30. května 1904, během rusko-japonské války, se u ústí řeky vylodilo japonské výsadkové vojsko o síle až 150 mužů se dvěma děly. Japonci zde založili dva opevněné tábory, dobyli a vyplenili nedalekou osadu Javino. Na Kamčatce v tu dobu nebylo žádné pravidelné ruské vojsko, narychlo byla vytvořena kamčatská domobrana, která dokázala nájezdníkům vzdorovat. Dne 22. července 1904 ruský oddíl 88 domobranců zaútočil a porazil japonské vojáky, jejich velitel byl zajat a zbytky Japonců uprchly na škunerech zpět na Kurilské ostrovy.
V roce 1907 založil obchodník Sergej Fjodorovič Grušeckij továrnu na zpracování ryb a spolu s ní i osadu Ozernovskij. Ve stejné době byla o několik kilometrů dále proti proudu založena osada Záporoží, která byla následně přesunuta blíže k ústí, naproti Ozernovskému, se kterým je v současnosti spojena mostem.

## Galerie

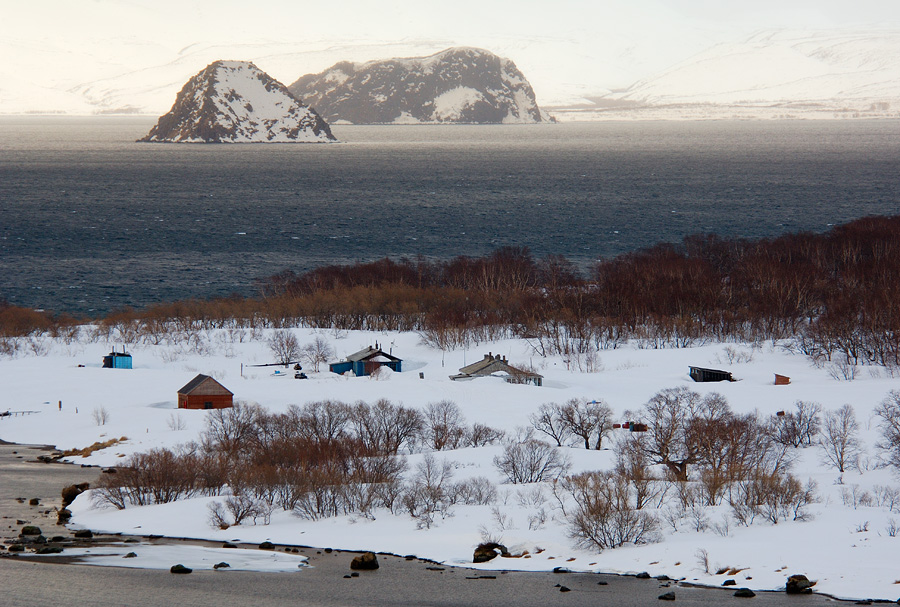
Pohled na Kurilské jezero v místě, kde řeka Ozjornaja vytéká z jezera (2005)
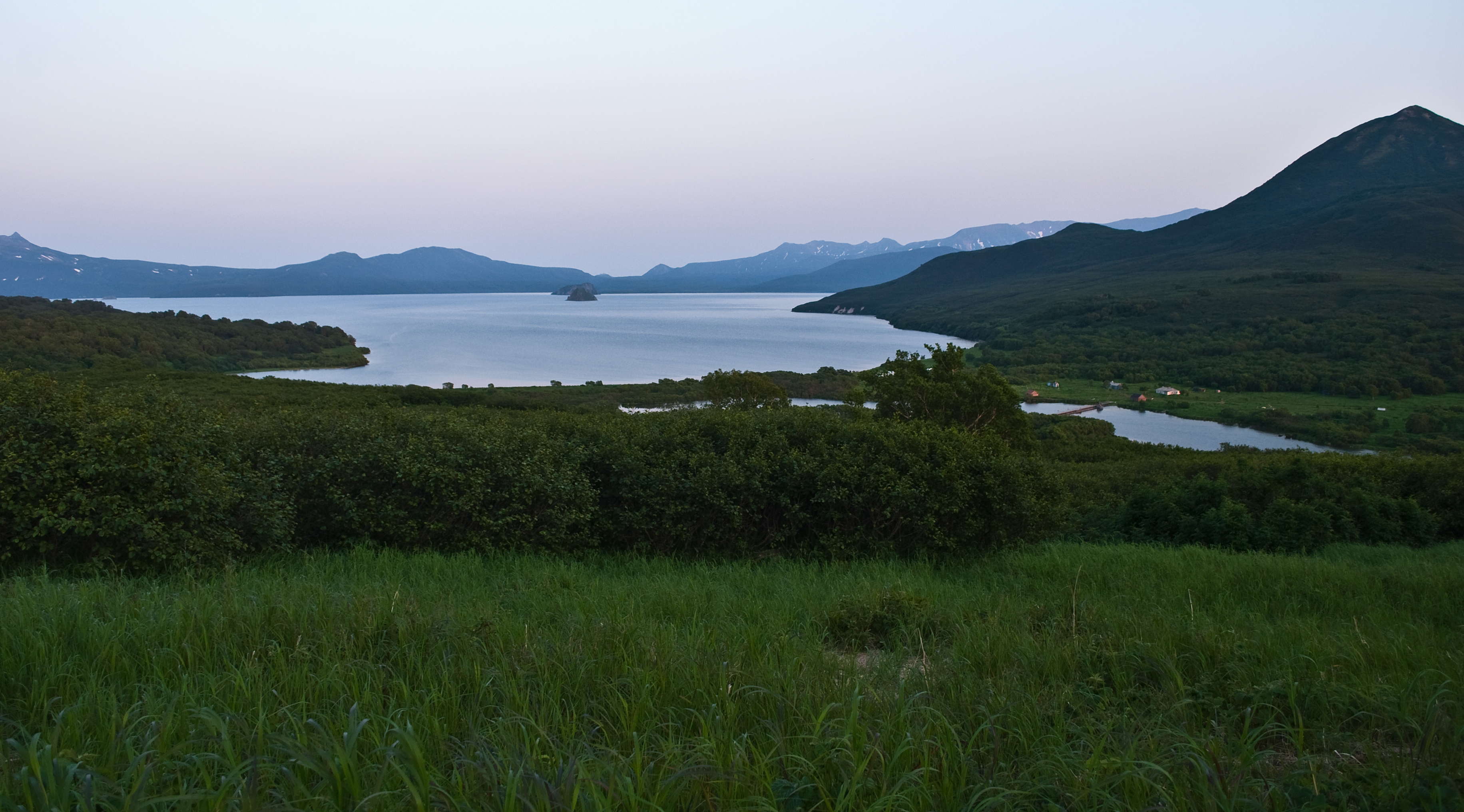
Pohled na vytékající řeku Ozjornaju (2010)
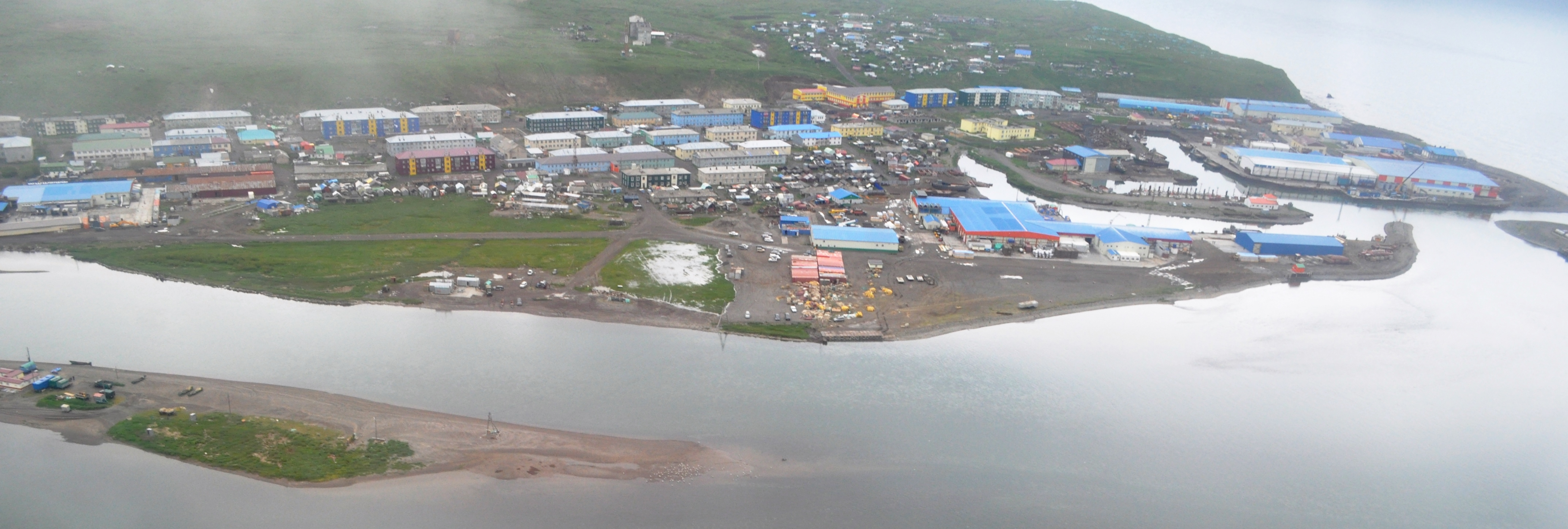
Osada Ozernovskij v ústí řeky (2013)